# نقاب اجتماعی

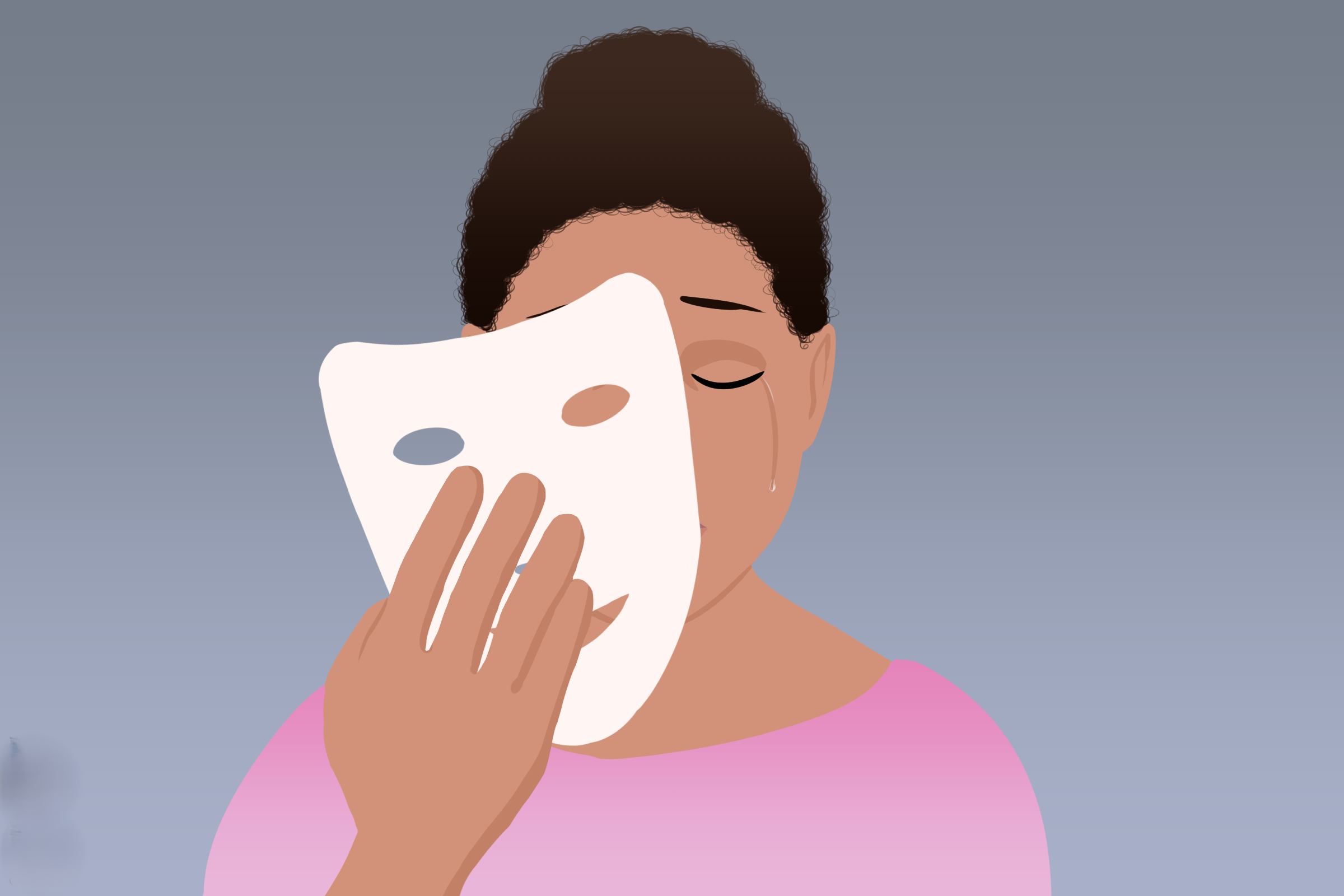
نقاب زدن عمل پنهان کردن داوطلبانه شخصیت واقعی است.

نقاب اجتماعی یا استتار اجتماعی (به انگلیسی: Masking)، در روان‌شناسی و جامعه‌شناسی، به فرآیندی گفته می‌شود که در آن فرد شخصیت یا رفتار طبیعی خود را برای انطباق با فشارهای اجتماعی، سوءاستفاده یا آزار و اذیت استتار می‌کند. نقاب زدن می‌تواند به شدت تحت تأثیر عوامل محیطی مانند والدین مقتدر، طرد اجتماعی و آزار روانی، فیزیکی، یا سوءاستفاده جنسی قرار گیرد. نقاب زدن می‌تواند رفتاری باشد که افراد به‌طور ناخودآگاه به عنوان مکانیسم‌های مقابله ای یا یک واکنش ضربه ای اتخاذ می‌کنند، یا می‌تواند رفتاری آگاهانه باشد که فرد اتخاذ می‌کند تا در هنجارهای ادراک شده اجتماعی یا ساخت‌گرایی قرار گیرد. نقاب زدن با حفظ رفتار اجرایی در ساختارها و فرهنگ‌های اجتماعی در ارتباط است.
نقاب یا استتار به معنای پنهان کردن یا استتار بخشی از خود به منظور هماهنگی بهتر با اطرافیانتان است. این یک استراتژی ناخودآگاه است که همهٔ انسان‌ها در حین رشد به منظور برقراری ارتباط با اطرافیان خود آن را رشد می‌دهند. با این حال، برای افراد مبتلا به اوتیسم، این استراتژی اغلب ریشه‌دارتر است و برای رفاه و سلامتی مضر است.

## تعریف
نقاب زدن و استتار شخصیت هر دو اصطلاحاتی هستند که اغلب به جای یکدیگر استفاده می‌شوند. استتار یک پدیده اجتماعی است که در تعاملات اجتماعی روزمره افراد اوتیسم و غیر اوتیسم عمل می‌کند. استتار اجتماعی به استراتژی‌هایی اشاره دارد که برای ادغام با محیط اجتماعی ما استفاده می‌شوند یا خود را متفاوت از آنچه هستیم نشان می‌دهند. استتار کردن البته یک تاکتیک فرگشتی قدرتمند است که توسط بسیاری از حیوانات برای پنهان کردن ظاهر خود به منظور اجتناب از تشخیص (به نام دیدگریزی) یا برای تقلید از حیوانات دیگر به منظور جلوگیری از شکارچیان (به نام تتقلید بیتسی) استفاده می‌شود. به‌طور مشابه، با این حال، برخلاف استتار فیزیکی، این موضوع تا آن حد در مورد نامرئی شدن کامل در محیط نیست، بلکه استتار و پنهان کردن رفتارهایی است که ممکن است ما را به نوعی متمایز کند. استتار و تقلید برای دیده شدن به گونه ای استفاده می‌شود که توسط گروه یا گروه‌هایی که می‌خواهیم در آن قرار بگیریم مناسب تشخیص داده شود. تا حدی استتار احتمالاً ذاتی تعامل انسانی است. انسان مهارت‌های اجتماعی را برای بهبود تعامل اجتماعی یادمی‌گیرد، به قراردادهای اجتماعی که ممکن است برای شخص منطقی نباشد، پایبند است و رفتار خود را مطابق با شرایط منطبق می‌کند. نیاز به استتار متناسب با این است که رفتار فرد با اطرافیان چقدر ناهماهنگ است.

### تعریفنقاب اوتیسم
نقاب اوتیسم که به آن استتار اوتیسم نیز می‌گویند، سرکوب خودآگاه یا ناخودآگاه رفتارهای طیف اوتیسم یا جبران مشکلات رابطه اجتماعی توسط افراد مبتلا به اوتیسم با هدف تنوع عصبی است. یک روش یادگرفتن راهبردهای مقابله‌ای است. استتار اجتماعی به عنوان «استفاده از استراتژی‌هایی توسط افراد اوتیسم برای به حداقل رساندن متمایز شدن در موقعیت‌های اجتماعی» تعریف می‌شود.

## پیشینه

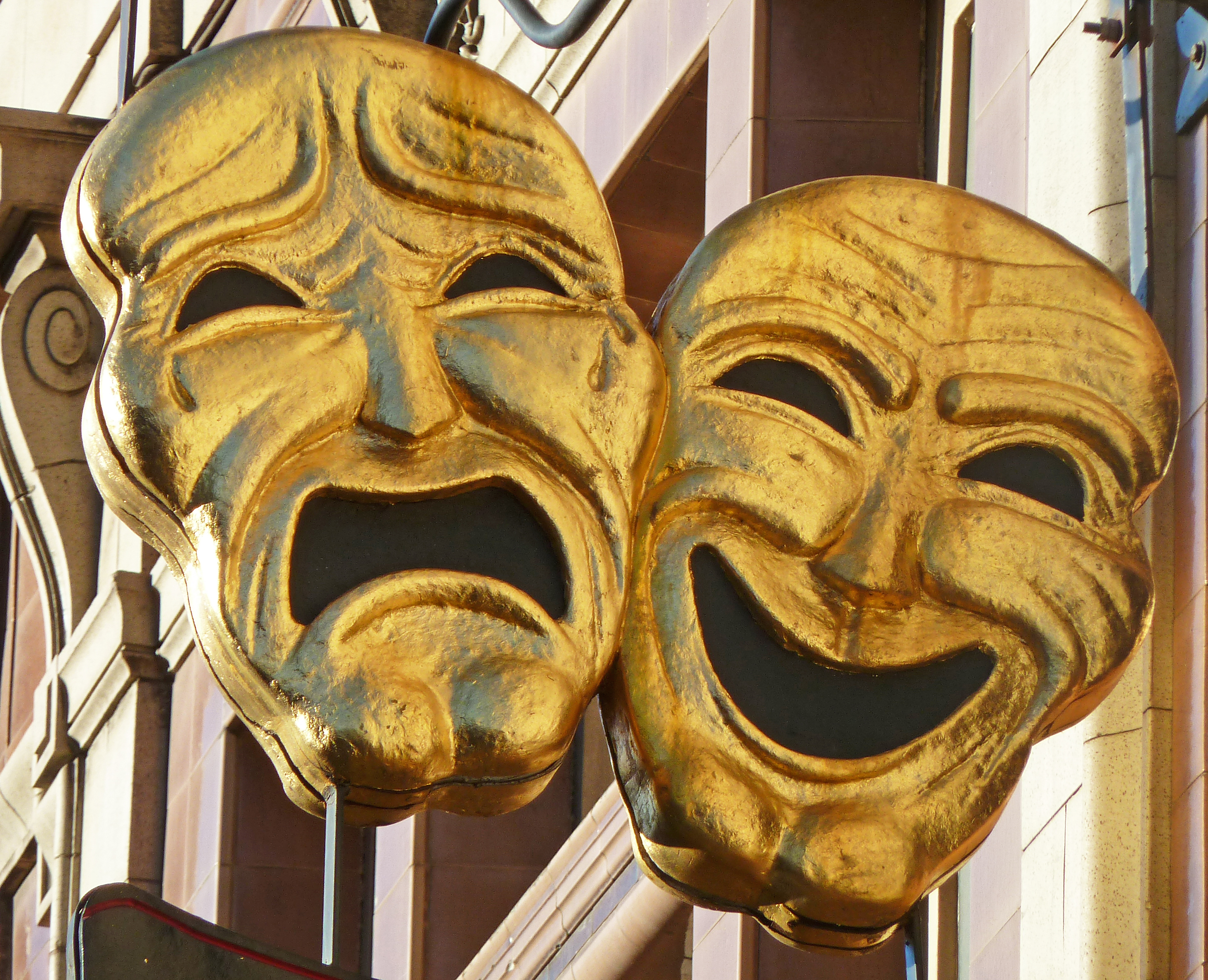
در تئاتر، از ماسک‌های کمدی و تراژدی برای کمک به بازیگران استفاده می‌شود تا احساسات خود را شبیه به آنچه برای افراد جامعه قابل قبول است برای به تصویر کشیدن احساسات نشان دهند.

نقاب زدن از دوران باستان وجود داشته‌است و نویسندگانی مانند ویلیام شکسپیر مدتها قبل از اینکه نقاب به‌طور رسمی تعریف شود و در روان‌شناسی مورد مطالعه قرار گیرد، به آن در داستان ارجاع داده‌اند. فرانتس فانون با تعریف نقاب زدن در کتاب پوست سیاه، نقاب‌های سفید خود در سال ۱۹۵۷ در این زمینه اعتبار دارد که رفتار استتاری در روابط نژادی را در جامعه طبقاتی ایالات متحده پس از جنگ جهانی دوم توصیف می‌کند. فانون توضیح می‌دهد که چگونه آفریقایی-آمریکایی‌ها، به ویژه آنهایی که سرمایه اجتماعی پایین هستند، رفتارهای خاصی را برای شبیه شدن به سفیدپوستان و همچنین رفتارهای دیگری برای خشنود کردن سفیدپوستان و تقویت موقعیت اجتماعی بالاتر مرد سفیدپوست اتخاذ کردند.
 سیاه‌پوست دو بعد دارد. یکی با همنوعانش، دیگری با مرد سفیدپوست. اینکه این خودتقسیمی نتیجه مستقیم انقیاد استعماری است جای سؤال ندارد. فانون
اصطلاح ماسک کردن برای توصیف عمل پنهان کردن انزجار توسط پل اکمن (۱۹۷۲) و فریسن (۱۹۶۹) استفاده شد. نقاب زدن به عنوان یک رفتار آموخته شده در نظر گرفته شد. مطالعات رشدی نشان داده‌است که این توانایی از دوران پیش دبستانی شروع می‌شود و با افزایش سن با مهارت بیشتری انجام می‌شود. نقاب زدن بیشتر برای پنهان کردن یک احساس منفی (معمولاً غم و اندوه، ناامیدی و خشم) با یک احساس مثبت یا عاطفه بی‌تفاوت استفاده می‌شود.

## علل
علل نقاب زدن، محرک‌های اجتماعی پوشش شامل تبعیض اجتماعی، سلطهٔ فرهنگی و خشونت است. الیزابت رادولسکی استدلال می‌کند که نقاب زدن، در مفهوم جودیت باتلر از عملکرد، عملکردی است که به افراد کمک می‌کند موانع فرهنگی و ساختاری را دور بزنند.

### زمینه‌های موقعیتی
علل نقاب زدن به شدت زمینه ای و موقعیتی هستند. نقاب زدن ممکن است احساساتی را که از نظر اجتماعی در یک زمینه موقعیتی نامناسب تلقی می‌شوند، پنهان کند، مانند خشم، احساس مالکیت یا خشم انفجاری. افراد ممکن است در موقعیت‌های اجتماعی خاصی مانند مصاحبه کاری یا قرار گذاشتن، یا اطراف افراد با فرهنگ‌ها، هویت‌ها یا قومیت‌ها نقاب مناسب با آن را بزنند. از آنجایی که موقعیت‌های اجتماعی مختلف به عملکردهای متفاوتی نیاز دارند، افراد اغلب ماسک‌ها را عوض می‌کنند و رفتارهای پوشاندن متفاوتی را در زمینه‌های مختلف از خود نشان می‌دهند. کدگزینی، اگرچه بیشتر با زبان‌شناسی مرتبط است، اما به فرایند تغییر رفتار پنهان کردن فرد در اطراف فرهنگ‌های مختلف در انسان‌شناسی اجتماعی و فرهنگی نیز اشاره دارد. عوامل زمینه‌ای از جمله روابط با شریک گفتگو، سرمایه اجتماعی (طبقه) تفاوت‌ها، مکان و محیط اجتماعی همه دلایلی هستند که چرا یک فرد یک احساس را ابراز می‌کند، سرکوب می‌کند، یا پنهان می‌کند.
یک نابرابری جنسیتی در پنهان کردن رفتار وجود دارد. مطالعات نشان می‌دهد که زنان به میزان بیشتری نسبت به مردان احساسات منفی را پنهان می‌کنند. به گفته روان‌شناس ترزا دیویس، این موضوع ممکن است به دلیل انتظارات اجتماعی بیشتر برای انطباق نقش جنسیتی باشد که باعث می‌شود زنان از دوران کودکی مهارت جامعه پذیری را به میزان بیشتری نسبت به مردان در خود رشد دهند.

## اوتیسم
بسیاری از افراد مبتلا به اوتیسم گزارش می‌دهند که، علی‌رغم هزینه‌های شخصی، از استراتژی‌هایی برای پنهان کردن ویژگی‌های اوتیسمی خود یا در محل کار، مدرسه یا دانشگاه، هنگام صحبت با متخصصان بهداشت، یا هنگام معاشرت با برخی از دوستان و اعضای خانواده استفاده می‌کنند. این استراتژی‌ها اغلب به عنوان استتار نامیده می‌شوند.

### دلایل در اوتیسم
در جدول زیر می‌توانید دلایل مختلفی برای استتار کردن، و امتیازات بارگیری را مشاهده کنید، که نشان می‌دهد چقدر این مورد به عنوان دلیلی برای استتار در بزرگسالان اوتیستیک اهمیت دارد.
دلایل متعارف به ترتیب اهمیت:
1. برای انتقال ایده‌ها یا کار خود
2. برای عملکرد خوب در شغل یا دانشگاه
3. برای کمک به کار با همکلاسی‌ها یا همکاران
4. برای اینکه دیگران شما، ایده‌ها یا کارتان را جدی بگیرند
5. برای کاهش ناهنجاری در تعاملات اجتماعی
6. برای نشان دادن اینکه مسئولیت‌پذیری فرد
7. برای گرفتن ترفیع

دلایل رابطه‌ای:
1. برای پیدا کردن دوستان
2. برای یک شریک عاشقانه بالقوه جذاب به نظر برسد
3. دوست داشتنی جلوه دادن
4. برای پیوند با دیگران
5. برای هماهنگ شدن با دیگران
6. برای موفقیت
7. برای بیان هوش[۳]

دلایل دیگر، بر اساس نقل‌قول‌های نمونه:
- «برای گذر از موقعیت‌ها با کمترین دردسر و در سریع‌ترین زمان ممکن.»
- «برای محافظت از خودم در برابر خشونت، ارعاب، قلدری و آزار و اذیت که بیشتر زمانی اتفاق می‌افتد که من به عنوان اوتیسم «بیرون» هستم تا زمانی که آنها نمی‌دانند.»
- «برای متوقف کردن تمسخر»
- «یک عمر شرطی‌سازی و آموزش برای رفتار عادی»
- «من مدت زیادی است که این کار را انجام می‌دهم که به یک عادت تبدیل شده‌است. ترجیح می‌دهم مجبور نباشم این کار را انجام دهم، اما تا حدی، این عمل یک عامل محافظ برای من شده و احساس می‌کنم با این روش آسیب‌پذیر نیستم.»
- «خود بودن به اندازه کافی خوب نیست.»[۳]